# March On, Bahamaland
March On, Bahamaland je nacionalna himna Bahama. Usvojena je 1973. godine, kada su Bahami postali nezavisni od Velika Britanija. Tekst pesme je komponovao Timoti Gibson.

## Tekst
| Engleski original | Srpski prevod |
| --- | ------------- |
| -{Lift up your head to the rising sun, Bahamaland; March on to glory, your bright banners waving high. See how the world marks the manner of your bearing! Pledge to excel through love and unity. Pressing onwards, march together to a common loftier goal; Steady sunward, tho' the weather hide the wide and treacherous shoal. Lift up your head to the rising sun, Bahamaland, Till the road you've trod lead unto your God, March on, Bahamaland.}- |               |